# Robert Lorenz
Robert Lorenz (Chicago) é um produtor de cinema estadunidense. Foi indicado ao Oscar de melhor filme pela realização das obras Mystic River, Letters from Iwo Jima e American Sniper.